# Militares taiwaneses del Japón Imperial

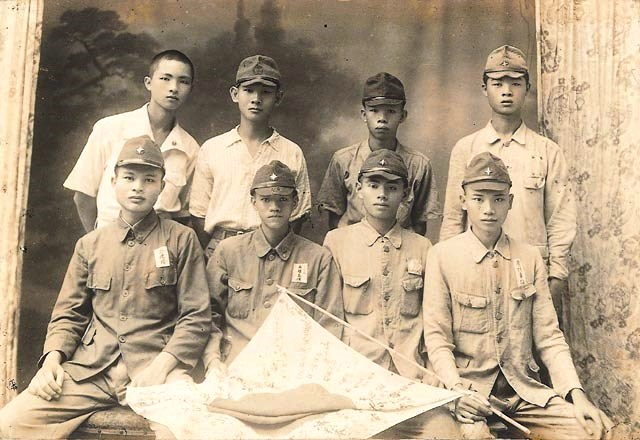
Militares taiwaneses del Japón Imperial.

Un militar taiwanés del Japón Imperial (en chino: 台籍日本兵; en japonés: 台湾人日本兵) es cualquier persona taiwanesa que sirviera en el Ejército o la Armada Imperial Japonesa durante la Segunda Guerra Mundial, ya sea como soldado, marinero u otro no-combatiente capacitado. Según las estadísticas proporcionadas por el Ministerio de Sanidad, Trabajo y Bienestar, durante la segunda guerra sino-japonesa y la posterior Guerra Mundial, un total de 207.183 taiwaneses sirvieron en el Ejército Imperial Japonés y 30.304 de ellos fueron declarados muertos o desaparecidos en acción.

## Historia

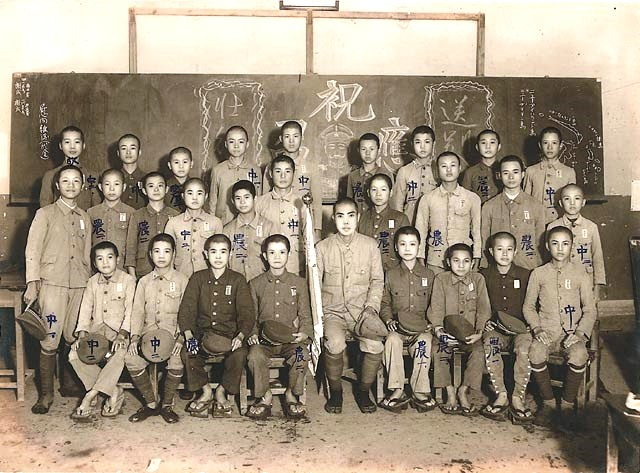
Estudiantes taiwaneses en una fiesta de despedida.

En el otoño de 1937, el Imperio del Japón comenzó a reclutar taiwaneses para su ejército; antes de eso, a los taiwaneses se les prohibió servir en el Ejército Imperial Japonés. A medida que la guerra continuaba, había una necesidad cada vez mayor de traductores para realizar operaciones militares en China, y muchos voluntarios taiwaneses recibieron cursos de capacitación en idiomas como el min, el cantonés y el mandarín, y se desempeñaron como traductores para el Ejército Imperial Japonés que operaba en China. El número de taiwaneses que sirvieron en esta acciones fue clasificado, y sigue siendo desconocido.
En 1942, después de que Estados Unidos entrara en la guerra en el lado aliado, Japón levantó su prohibición de que los taiwaneses sirvieran como combatientes, y sacaron adelante la Ley de Voluntarios Especiales del Ejército (en japonés:陸軍特別志願兵令) en Taiwán. Esta ley permitió que los residentes de los territorios y colonias de ultramar de Japón sirvieran en su ejército, y se promulgó por primera vez en Corea en 1938. Las primeras unidades de reclutamiento fueron limitadas, con solo unos pocos cientos de vacantes disponibles para un número relativamente grande de solicitantes. El número aumentó gradualmente para reponer las pérdidas de mano de obra en el campo de batalla. Un programa similar, el Programa de Voluntarios Especiales de la Armada (海軍特別志願兵制度), se estableció en 1943 tanto en Taiwán como en Corea para permitir que los no japoneses sirvan en la Armada.
Con el agotamiento de la mano de obra de Japón, el gobierno japonés puso fin a los programas de voluntarios especiales en el ejército y la marina en 1944 y 1945, respectivamente, reemplazándolos con una conscripción sistemática. Antes de la rendición de Japón, había 126.750 no combatientes y 80.453 soldados y marineros sirviendo en el ejército de Japón, de los cuales aproximadamente 16.000 fueron reclutados a través de programas de voluntarios. Un total de 30.304 militares, o el 15% de los reclutados y enrolados, fueron asesinados o presuntamente muertos en acción. Además, 173 taiwaneses que sirvieron en el Ejército Imperial Japonés fueron declarados culpables de crímenes de guerra de clase B y C. 26 militares taiwaneses fueron condenados a muerte, aunque solo se ejecutaron dos sentencias.

## Veteranos

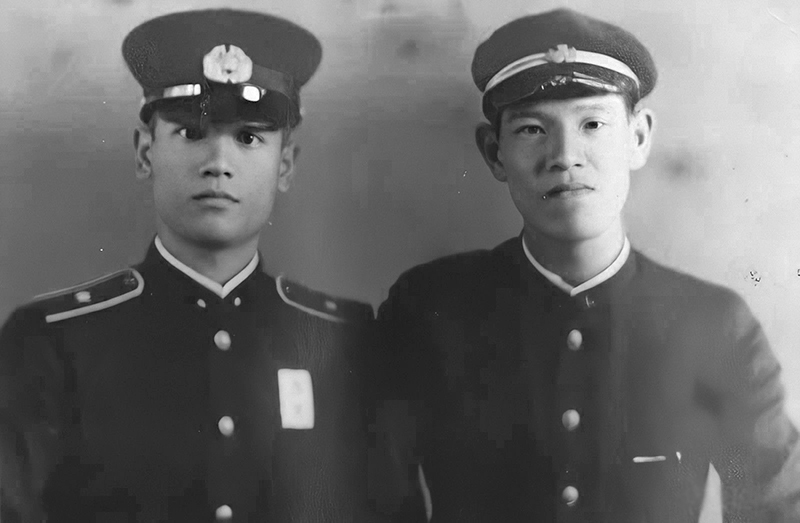
Lee Teng-hui, a la derecha, con su hermano, Lee Teng-chin, quien es visto aquí con el uniforme de oficial de la marina.

Cuando se les preguntó su razón para servir, muchos veteranos declararon que se unieron para conseguir un mejor tratamiento para ellos y para sus familias. Según los veteranos entrevistados, los que servían recibían alimentos adicionales y otros artículos racionados para sus familias, y era menos probable que fueran discriminados por el gobierno japonés. Otra razón, como afirmaron algunos veteranos, fue que fueron tratados de manera más equitativa con los japoneses en el ejército porque "todos eran soldados del Emperador". Después de la derrota y entrega de Taiwán por parte de Japón, muchos veteranos que sobrevivieron a la guerra fueron perseguidos por el gobierno Kuomintang (Nacionalista) porque los Nacionalistas los vieron como unos Hanjian (traidores de la raza) por servir en el ejército japonés. Algunos veteranos se unieron más tarde al levantamiento del 28 de febrero contra el gobierno nacionalista que resultó en una mayor opresión durante el Terror Blanco.
El expresidente Lee Teng-hui de la República de China sirvió brevemente como segundo teniente en el Ejército Imperial Japonés en los últimos meses de la Segunda Guerra Mundial. Su hermano, Lee Teng-chin, fue muerto en Filipinas mientras servía en la Armada Imperial Japonesa y sus restos nunca fueron recuperados. Lee Teng-chin y al menos 26 000 militares taiwaneses en el Japón imperial y cientos de Voluntarios Takasago, que murieron o se presume que murieron en acción, fueron consagrados en el Santuario Yasukuni en Tokio, Japón.